# Переменная типа Альфы Лебедя

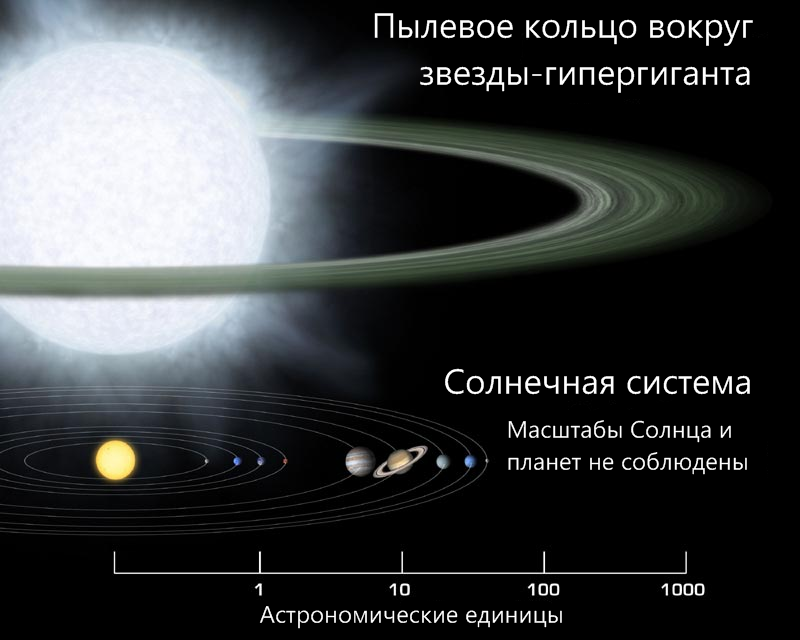
Сравнительные размеры системы HD 37974 и Солнечной системы

Переменные типа альфы Лебедя принадлежат к классу переменных звёзд с ярко выраженными нерадиальными пульсациями. Эти звёзды являются сверхгигантами спектральных классов B или A. Вариации яркости порядка 0,1m звёздной величины (10 % яркости) с периодами от нескольких дней до нескольких недель. Эти вариации часто выглядят нерегулярными из-за биений, то есть наложения множества пульсаций с близкими периодами.
Прототипом данного класса звёзд послужил Денеб (альфа Лебедя), чьи пульсации яркости лежат в диапазоне от +1,21m до +1,29m. Небольшие быстрые вариации амплитуды известны у многих сверхгигантских звезд, но они не были формально сгруппированы в один класс до тех пор, пока в 1985 году не было опубликовано 4-е издание Общего каталога переменных звезд. Оно использовало акроним ACYG для переменных звёзд тира альфы Лебедя. Многие яркие голубые переменные (ЯГП) демонстрируют переменность типа альфы Лебедя во время фазы покоя (горячей), но в этих случаях обычно используется классификация ЯГП.
Большое количество переменных типа альфы Лебедя — 32, были обнаружены Кристоффелем Валлекеном (англ. Christoffel Waelkens) и его коллегами, когда они анализировали данные каталога Hipparcos при исследовании в 1998 году.

## Пульсации

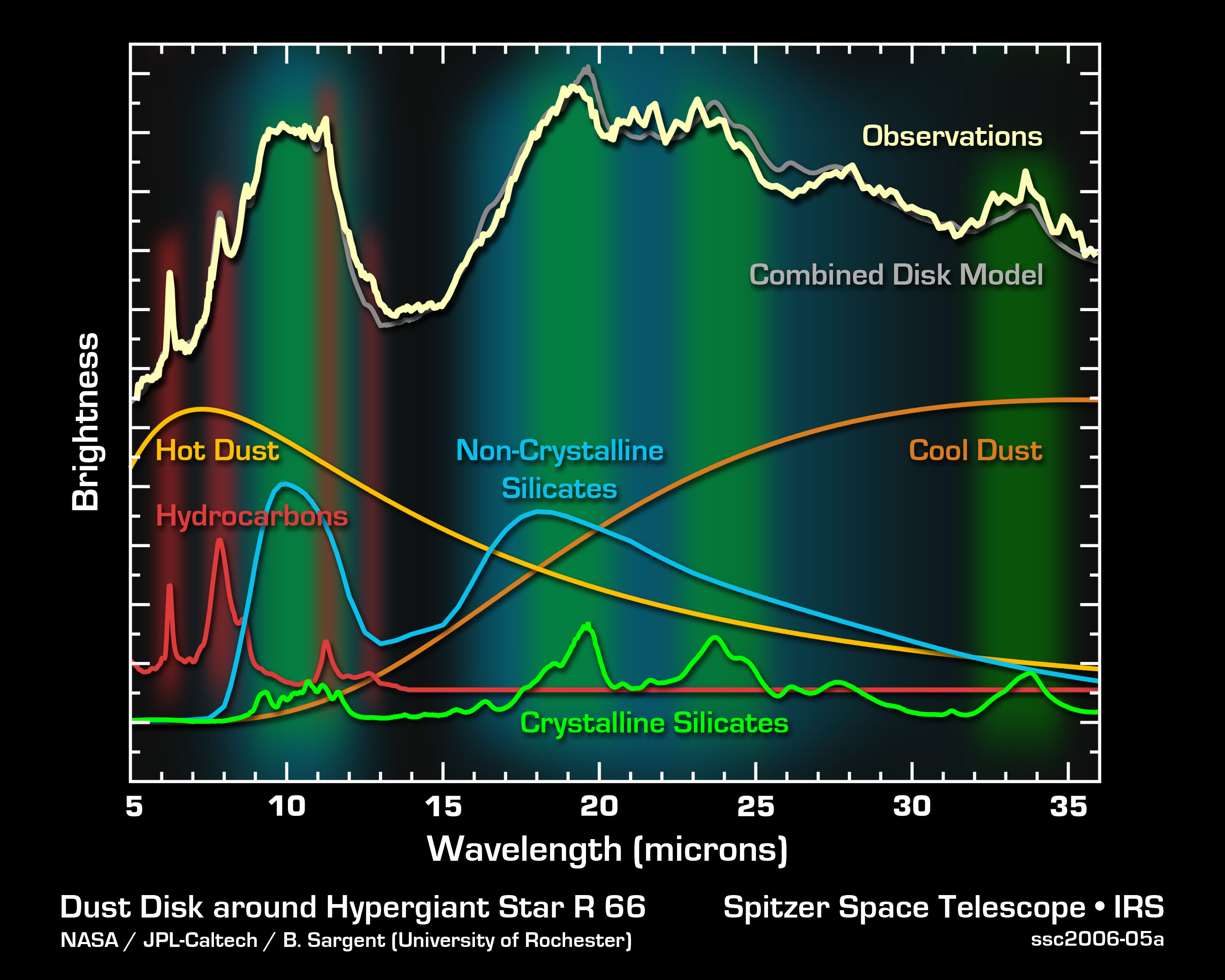
На графике представлены результаты моделирования светимости диска звезды в зависимости от длины волны. В моделировании бралась светимость на разных длинах волн (от 5 до 35 мкм) горячей пыли (светло-оранжевая кривая), гидрокарбонатов (красная кривая), холодной пыли (тёмно- оранжевая кривая), некристаллизованного (синяя кривая) и кристаллизованного (зелёная кривая) кремния. В результате сложения пяти кривых была получка резельтирующая кривая (серая кривая), которая почти совпала с наблюдаемой кривой (жёлтая кривая) в микроволновом диапазоне

Пульсации звёзд типа альфы Лебедя являются не полностью изученными. Они не ограничиваются узким диапазоном температур и светимостей, как у большинства пульсирующих звёзд. Вместо этого большинство ярких сверхгигантов A и B и, возможно, O- и F-звёзд, показывают некоторые непредсказуемые мелкомасштабные пульсации.
Были смоделированы неадиабатические процессы в полосе нестабильности, но только для ярких сверхгигантов. Пульсации также были смоделированы для менее ярких сверхгигантов, предполагая, что они являются маломассивными красными сверхгигантами, но большинство переменных звёзд типа альфы Лебедя похоже, не прошли через стадию красного сверхгиганта.

## Список некоторых переменных типа Альфы Лебедя

### В галактикеМлечный Путь
| Обозначение (имя) | Созвездие   | Открыватель              | Максимальная видимая звёздная величина (mV) | Минимальная видимая звёздная величина (mV) | Период (дни) | Спектральный класс | Светимость      | Комментарий              |
| ----------------- | ----------- | ------------------------ | ------------------------------------------- | ------------------------------------------ | ------------ | ------------------ | --------------- | ------------------------ |
| CE Cam (HD 21389) | Жираф       | Percy & Welsh (1983)     | 4m.54                                       |                                            |              | A0Iab              | 63 000          | [ 8 ]                    |
| CS Cam            | Жираф       | Rufener (1982)           | 4m.259                                      |                                            |              | B9Ia               | 75 900          | [ 11 ]                   |
| η CMa (Алудра)    | Большой Пёс | Kazarovets et al. (1999) | 2m.38                                       | 2m.48                                      | 4.70433      | B5Ia               | 105 000         | [ 13 ]                   |
| ο2 CMa            | Большой Пёс | Waelkens et al. (1998)   | 2m.98                                       | 3m.04                                      | 24.44        | B3Ia               | 219 000         | [ 15 ]                   |
| κ Cas             | Кассиопея   | Percy & Welsh (1983)     | 4m.12                                       | 4m.21                                      | 2.64690      | B1Ia               | 331 000         | [ 16 ]                   |
| 6 Cas             | Кассиопея   | Abt (1957)               | 5m.34                                       | 5m.45                                      | 30           | B2 Ia+             | 200 000         | Гипергигант              |
| ο2 Cen            | Центавр     |                          | 5m.12                                       | 5m.22                                      | 46.3         | A2Ia               | 136 000         | [ 21 ]                   |
| ν Cep             | Цефей       | Percy & Welsh (1983)     | 4m.25                                       | 4m.35                                      |              | A2 Iab             | 254 000         | [ 22 ]                   |
| DL Cru            | Южный Крест | Waelkens et al. (1998)   | 6m.24                                       | 6m.28                                      | 2.8778       | B1.5Ia             | 242 000         | [ 24 ]                   |
| Денеб             | Лебедь      | Lee (1910)               | 1m.21                                       | 1m.29                                      |              | A2 Ia              | 196 000         | Прототип                 |
| σ Cyg             | Лебедь      | Abt (1957)               | 4m.19                                       | 4m.26                                      | 120.2        | B9 Iab             | 39 000          | [ 29 ]                   |
| 55 Cyg            | Лебедь      | Hill et al. (1976)       | 4m.81                                       | 4m.87                                      |              | B2.5 Ia            | ~400 000        | [ 32 ]                   |
| 3 Gem             | Близнецы    | Waelkens et al. (1998)   | 5m.75                                       |                                            | 13.70        | B3 Ia              | 200 000         | [ 34 ]                   |
| ρ Leo             | Лев         | Olsen (1974)             | 3m.83                                       | 3m.9                                       | 3.4271       | B1Iab              | 295 000         | [ 36 ]                   |
| Ригель            | Орион       | Waelkens et al. (1998)   | 0m.17                                       | 0m.22                                      | 2.0748       | B8Ia               | 279 000 218 000 | Самый яркий член системы |
| Альнилам          | Орион       | Cousins (1960)           | 1m.64                                       | 1m.74                                      | 2.0748       | B0.5Iabea          | 275 000 537 000 | [ 42 ]                   |
| χ2 Ori            | Орион       | Waelkens et al. (1998)   | 4m.68                                       | 4m.72                                      | 2.8682       | B2Ia               | 446 000         | [ 43 ]                   |
| 9 Per             | Персей      | Abt (1957)               | 5m.15                                       | 5m.25                                      |              | A2 Ia              | 141 000         | [ 45 ]                   |

### В других галактиках
| Обозначение (имя) | Галактика | Открыватель | Максимум Видимой звёздной величины (mV) | Минимум идимой звёздной величины (mV) | Период (дни) | Спектральный класс | Светимость | Комментарий  |
| ----------------- | --------- | ----------- | --------------------------------------- | ------------------------------------- | ------------ | ------------------ | ---------- | ------------ |
| LHA 115-S 18      | ММО       |             | 13m.3                                   |                                       | Сложен       | B[e]sg             |            | Возможна ЯГП |
| HD 268835         | БМО       |             | 10m.60                                  | 10m.68                                | >100         | B8p                |            | [ 48 ]       |
| HD 37974          | БМО       |             | 10m.92                                  | 11m.00                                | 400          | B0.5Ia+            |            | [ 49 ]       |